# Pain de mort

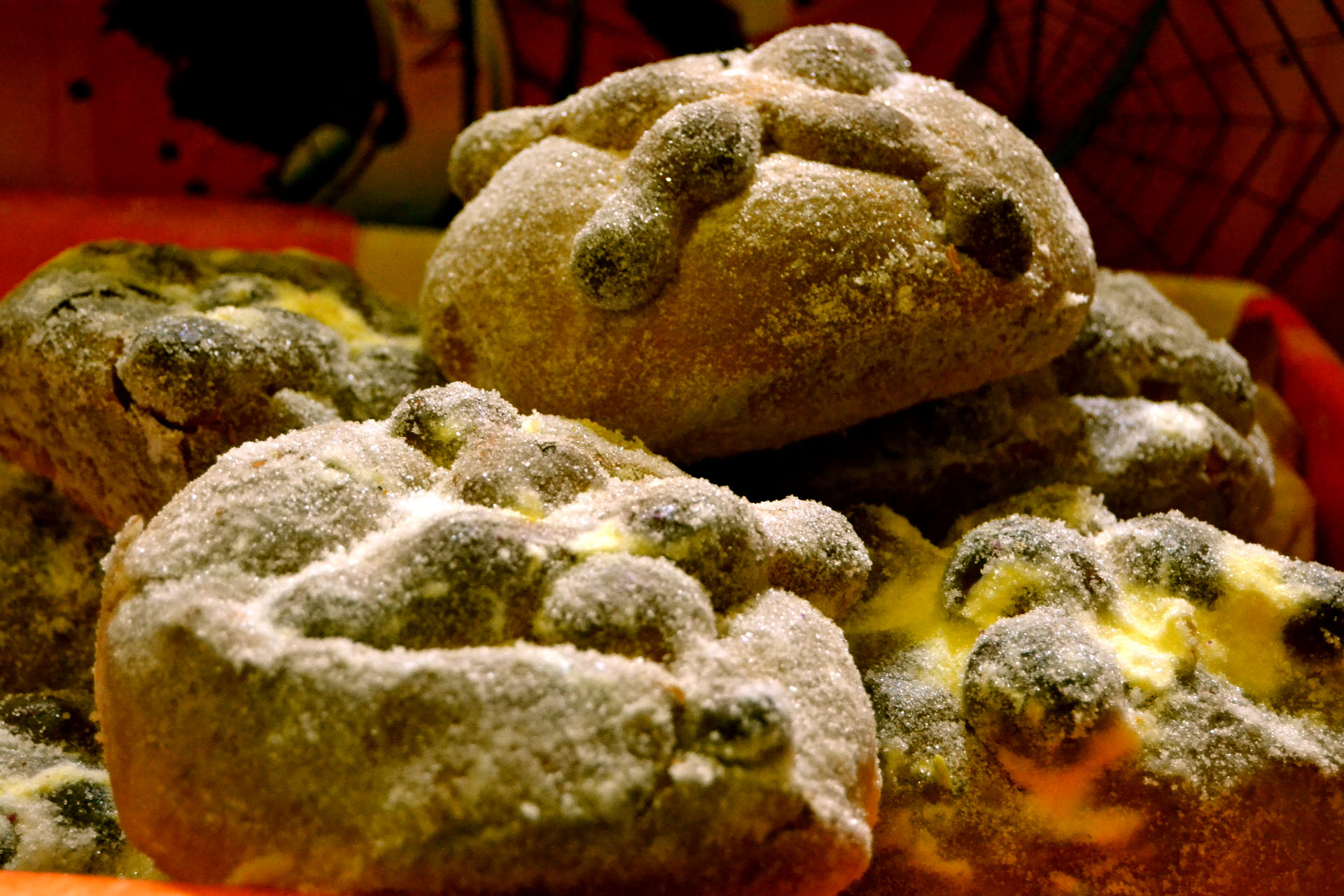
Pain de mort sucré, typique du centre du Mexique.

Le pain de mort (en espagnol : pan de muerto) est une brioche saupoudrée de sucre, parfois parfumée à la fleur d'oranger ou aux graines de sésame, qui est consommée principalement dans les régions centrales du Mexique. Il ne s'agit pas d'un produit de consommation courante mais d'une préparation exclusive du Jour des morts. Le pain des morts a une forme significative : la forme humaine est la plus basique avec une base circulaire supérieure rappelant le crâne humain. Les traces sur le dessus rappellent les tibias et la saveur de la fleur d'oranger rappelle l'esprit du défunt. Le pain peut cependant avoir une forme zoomorphique (lapin, poisson, chien, papillon, etc.), végétale (fleurs, feuilles, etc.) ou même inspirée d'êtres surnaturels.

## Origine

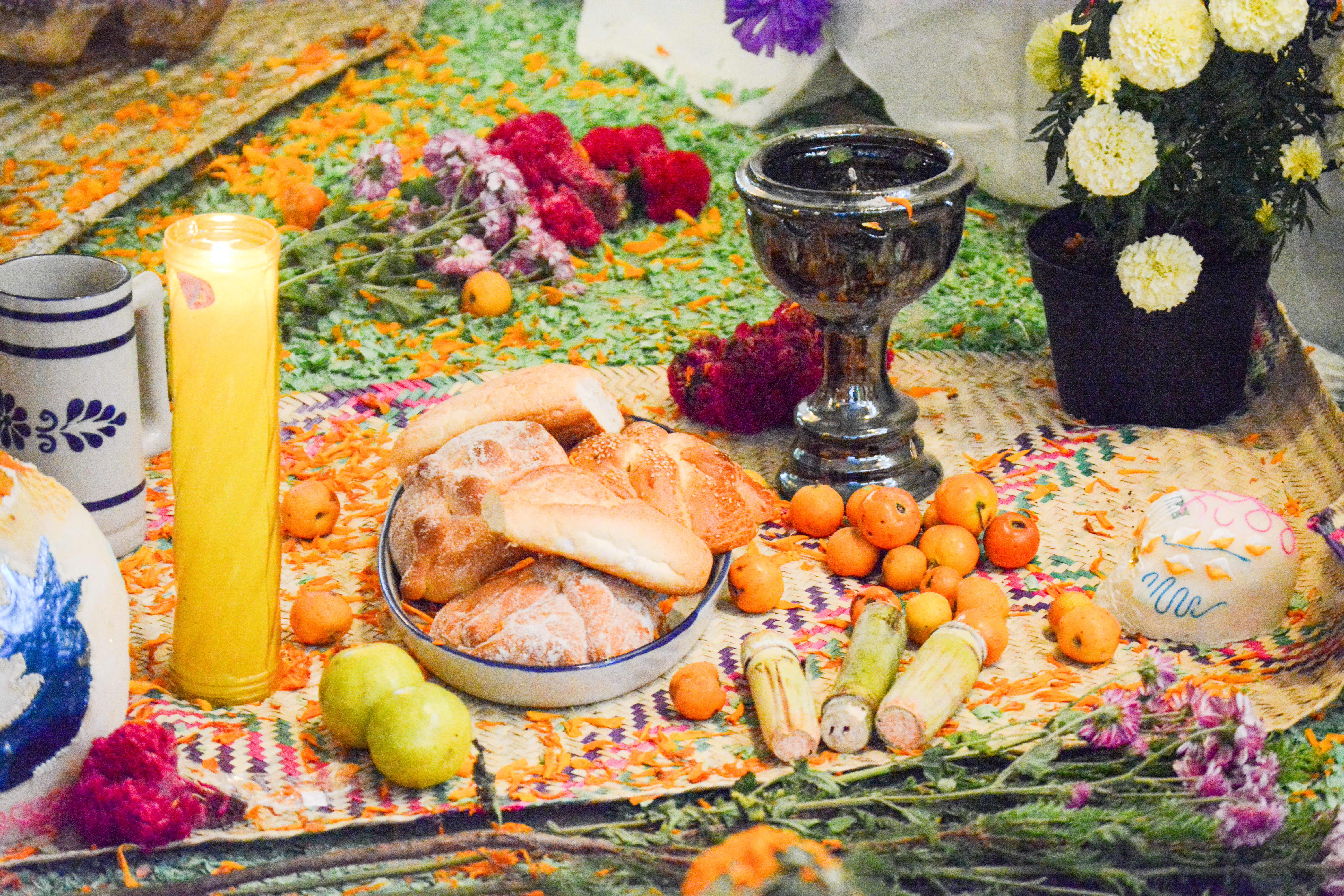
Pain de mort et autres offrandes sur un autel des morts.

Le Jour des Morts est l'un des plus grands exemples du métissage hispano-indigène. Le blé et la culture de la boulangerie ont été introduits sur le continent américain par les Espagnols, ce qui explique pourquoi il n'est pas rare de voir que de nombreux pains classiques mexicains, comme la semita, le pan bazo ou la telera, ont leurs homologues en Espagne. Le pain des morts trouve son origine dans le pan de ánimas (« pain des âmes »),,, un produit votif qui était autrefois préparé pour la Toussaint et le Jour des Morts dans des régions de Castille, Portugal, Aragon et Sicile (entre autres) pour honorer les proches décédés,,,. Les fidèles se rendaient chaque année au cimetière et offraient du pain, du vin et des fleurs aux tombes. Le pain était béni par le prêtre local, d'où son surnom de « pain béni »,. Pendant le Viceroyauté de la Nouvelle-Espagne, le pain des âmes était utilisé par les Espagnols comme offrande pour leurs morts, et il a été assimilé par les indigènes en raison de leurs croyances préhispaniques,. Initialement, les pains au Mexique étaient des pâtes grossières et peu élaborées, mais avec le temps, le pays a renforcé sa tradition boulangère en réalisant des pièces de plus en plus raffinées. Dans certains états mexicains, comme Puebla ou Tlaxcala (tous deux marqués par une forte influence espagnole), il est parfois également connu sous le nom de « pain des âmes ».
Dans diverses institutions publiques mexicaines, l'origine hispano-chrétienne du pain de mort est souvent omise, et on lui attribue exclusivement une origine préhispanique. Par exemple, l'Institut National des Peuples Indigènes indique que le pain de mort dérive du papalotlaxcalli. Selon les chroniques de frère Bernardino de Sahagún, le papalotlaxcalli était une tortilla (tlaxcalli) en forme de papillon (papalotl) offerte à Cihuapipiltin et aux femmes mortes en couches,. De plus, sur le blog de l'Université de Cuautitlán Izcalli, un autre ancêtre possible du pain de mort est mentionné, le huitlatamalli, un tamale à caractère votif. Le papalotlaxcalli comme origine lointaine du pain de mort est une thèse défendue par le Gouvernement du Mexique sur son site web, et c'est la théorie qui est la plus soutenue actuellement. Le pain des âmes espagnol n'est pas mentionné dans les théories diffusées par ces trois entités. Cependant, la composition même des ingrédients du pain de mort révèle son origine : blé, sucre de canne, lait et beurre de vache, œufs et arôme d'orange. Tous ces produits sont arrivés en Amérique lors de ce que l'on appelle « échange colombien ». Selon la Dr Malvido, bien qu'une grande importance ait été donnée aux idées préhispaniques dans la célébration du Jour des Morts, l'influence de la religion catholique sur le Mexique colonial est très importante. Selon cette auteure, dans un essai publié par l'Institut National d'Anthropologie et d'Histoire, « continuer à penser que [le pain de mort] est une tradition d'origine préhispanique signifie que nous n'avons rien compris, car elle est profondément romaine ». Stanley Brandes, historien et anthropologue de la culture mexicaine (et en particulier du Jour des Morts), commente à ce sujet :

« Pour la question des origines européennes versus indigènes [du pain de mort], il ne peut y avoir de solution simple tant que des sources coloniales plus vastes ne seront pas mises au jour. Pour l'instant, les preuves indiquent que le Jour des Morts mexicain est une invention coloniale, un produit unique des processus démographiques et économiques coloniaux. Les principaux types et usages des aliments lors de cette fête proviennent définitivement d'Europe. Après tout, il n'y a pas de tortilla de muertos, mais du pan de muertos, un détail très significatif. La canne à sucre n'existait pas en Amérique avant la conquête espagnole. D'Espagne proviennent l'existence de pains spéciaux et de sucreries à base de sucre, l'habitude de déposer ces derniers et d'autres aliments sur les tombes et les autels, la pratique de la mendicité et d'autres mécanismes distributifs. En même temps, la forme anthropomorphique particulière que prennent les sucreries du Jour des Morts fait partie de la tradition à la fois espagnole et aztèque. Cette combinaison de coutumes et de goûts culinaires espagnols et indigènes a sans doute abouti aux modèles d'offrandes que nous observons aujourd'hui. L'offrande en soi est probablement espagnole, bien qu'elle ait pris une importance au Mexique qui dépasse largement celle de la mère patrie. »

— Skulls to the Living, Bread to the Dead (2009), p. 40., par Stanley Brandes
Avec la révolution industrielle européenne, les traditions de pains des défunts commencent à disparaître du Vieux Continent. Curieusement, la tradition perdure de l'autre côté de l'océan : au Mexique, ainsi qu'aux Andes centrales, où plusieurs pains sont fabriqués pour être offerts lors de la Toussaint. Les plus connus sont les guaguas ou tantawawas, et aussi les urpis, qui sont des pains de mort en forme de colombe.

## Le pain des morts en France
La fabrication du pain des morts en France est entré à l'inventaire du patrimoine culturel immatériel en France en 2010.